# Calamphora parvula
Calamphora parvula är en nässeldjursart som beskrevs av George James Allman 1888. Calamphora parvula ingår i släktet Calamphora och familjen Sertulariidae. Inga underarter finns listade i Catalogue of Life.